# TUNEL (biología)

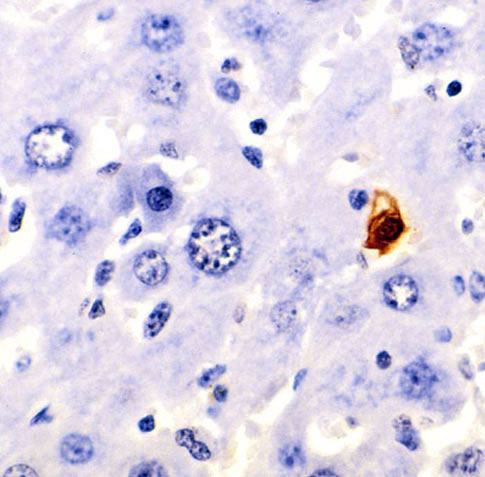
Hígado de ratón mostrando una célula apoptótica teñida con TUNEL

El Marcado de final de corte de dUTP de Terminal deoxinucleotidil transferasa (TUNEL por sus siglas en inglés) es un método para detectar fragmentación de ADN marcando el fragmento terminal de los ácidos nucleicos.

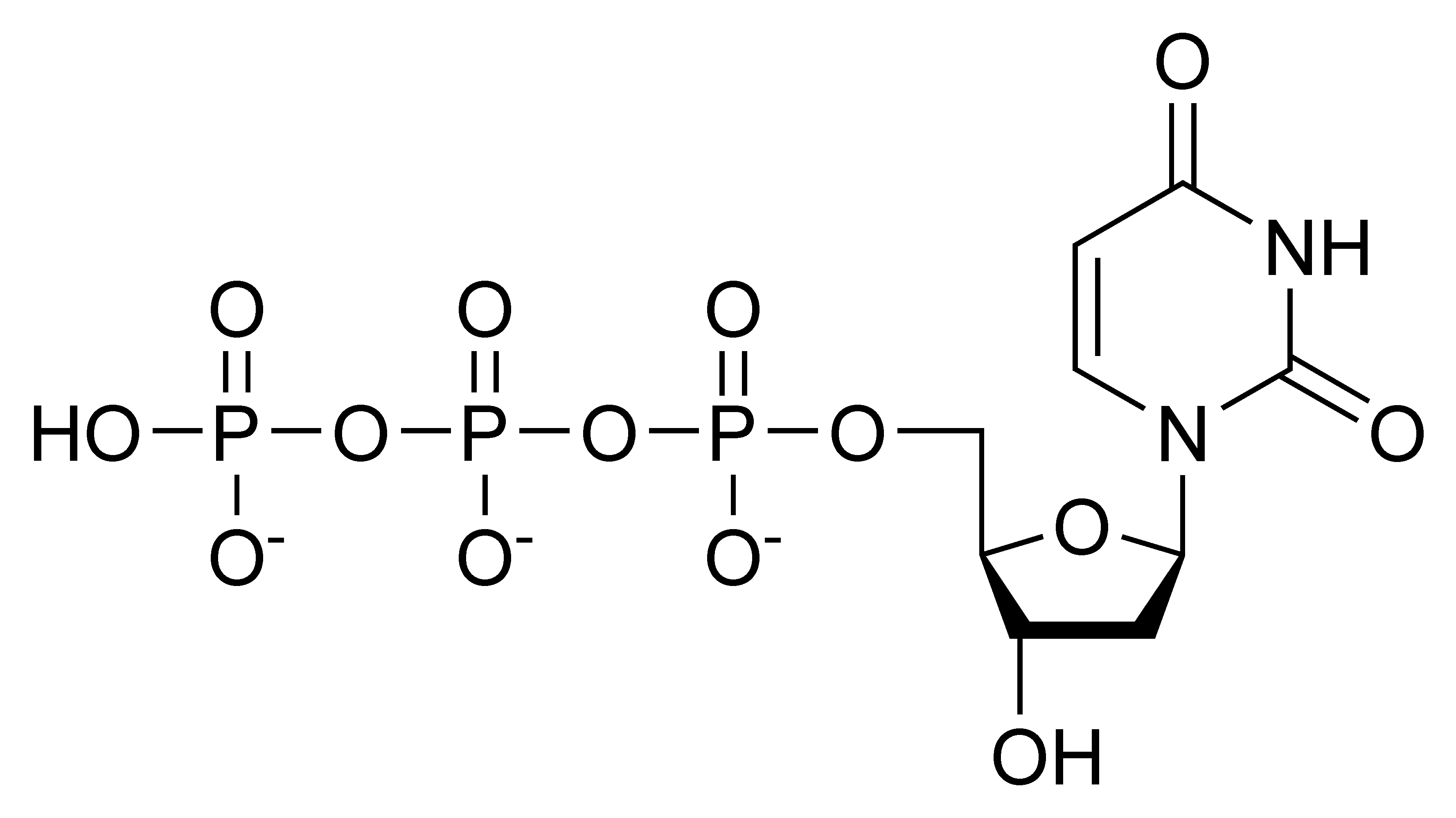
dUTP

## Método
El TUNEL es un método común para detectar fragmentación de ADN debida a cascadas de señalización apoptóticas. El ensayo se basa en la presencia de cortes en el ADN los cuales se pueden identificar por la terminal deoxinucleotidil transferasa o TdT, una enzima que catalizará la adición de dUTPs que son marcados secundariamente con un marcador. También podría marcar células que han sufrido daño severo en el ADN.